# Coarraze
Coarraze is een gemeente in het Franse departement Pyrénées-Atlantiques (regio Nouvelle-Aquitaine). De plaats maakt deel uit van het arrondissement Pau. De gemeente telde 2.170 inwoners op 1 januari 2022.

## Geografie
De oppervlakte van Coarraze bedroeg op 1 januari 2022 14,84 vierkante kilometer; de bevolkingsdichtheid was toen 146,2 inwoners per km².

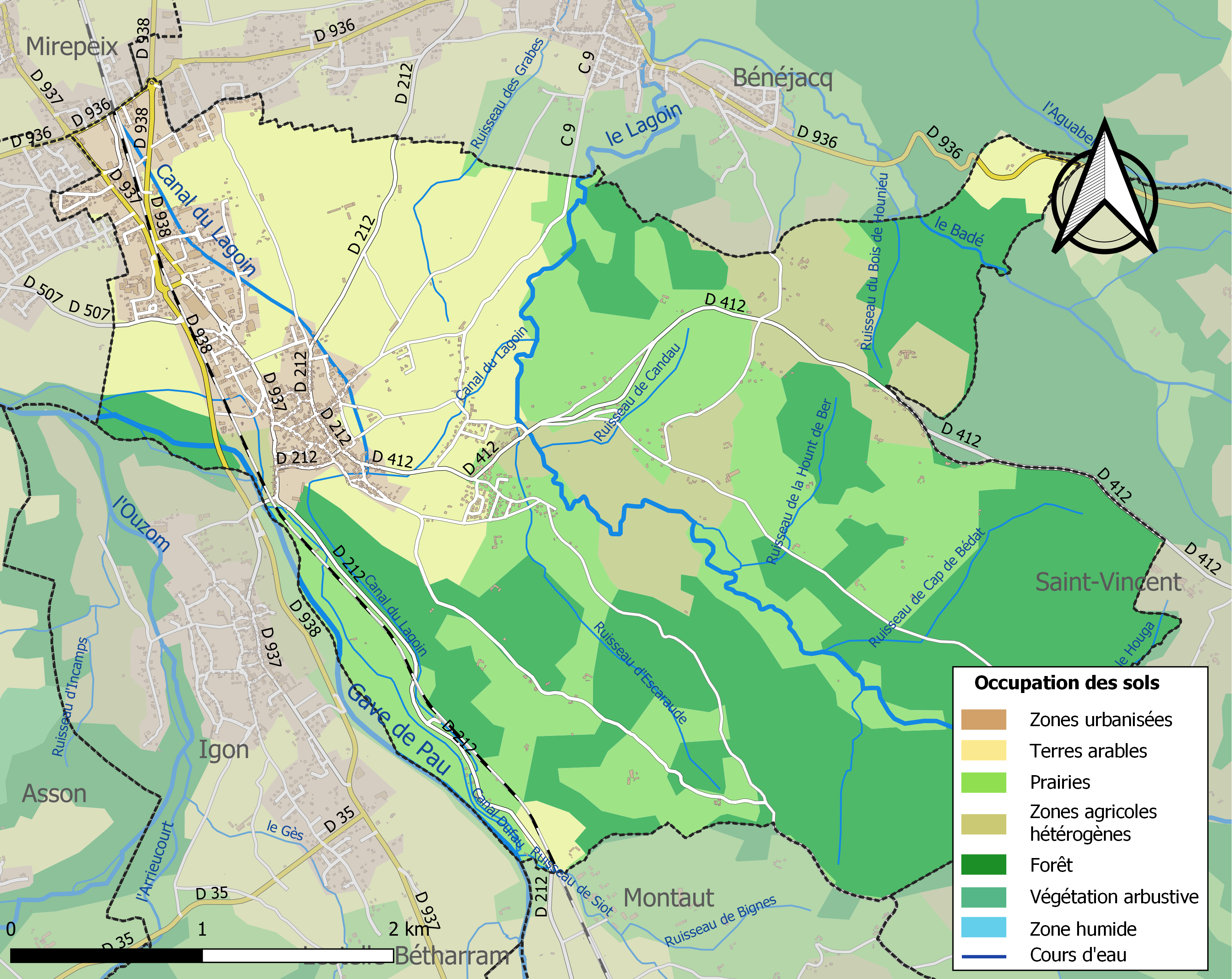
Kaart van de gemeente met belangrijkste infrastructuur, bodemgebruik en omliggende gemeenten

## Verkeer
In de gemeente ligt het spoorwegstation Coarraze - Nay.

## Demografie
De figuur toont het verloop van het inwonertal (bron: INSEE-tellingen).